# Rombe

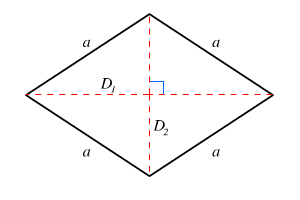
Un rombe de costats de longitud i diagonals i.

Un rombe, en geometria euclidiana plana, és un quadrilàter amb tots els costats d'igual longitud i angles iguals dos a dos. Un rombe és un cas particular de paral·lelogram i de trapezi. El quadrat és un cas particular de rombe amb tots els angles iguals. Amb tot, hom aplica generalment aquest nom als que no tenen els angles rectes. Les diagonals del rombe es tallen en el punt mitjà i són perpendiculars entre elles.
Un altre nom és quadrilàter equilàter, ja que equilàter significa que tots els seus costats tenen la mateixa longitud. El rombe s'anomena sovint "diamant", després que el pal de diamants a les cartes s'assembla a la projecció d'un diamant octaèdric, o una pastilla, encara que el primer de vegades es refereix específicament a un rombe amb un angle de 60° (que alguns autors anomenen un calisson en motiu d'un dolç francès).
Cada rombe és simple (no s'intersecta) i és un cas especial d'un paral·lelogram i un deltoide. Un rombe amb angles rectes és un quadrat.

## Etimologia
La paraula "rombe" prové del grec antic: ῥόμβος, romanitzat: rhómbos, que significa quelcom que gira, que deriva del verb ῥέμβω, romanitzat: rhémbō, que significa "girar". La paraula va ser utilitzada tant per Euclides com per Arquímedes, que van fer servir el terme "rombe sòlid" per a un bicon, dos cons circulars drets que comparteixen una base comuna.
La superfície d'un rombe és una secció transversal del bicon en un pla a través dels vèrtexs dels dos cons.

## Propietats
- La forma d'un rombe queda determinat per la longitud de les seves diagonals.
- Les diagonals d'un rombe són perpendiculars.
- Els punts mitjans dels costats d'un rombe coincideixen amb els vèrtexs d'un rectangle.
- Els angles d'un rombe de vèrtexs oposats són iguals.
- Els angles adjacents d'un rombe són suplementaris.

## Fórmules de mesura
Hi ha diverses fórmules per calcular el perímetre i l'àrea d'un rombe:

### Perímetre
- El perímetre d'un rombe de costat de longitud {\displaystyle L} és

{\displaystyle P=4\cdot L}
- El perímetre d'un rombe amb diagonals {\displaystyle D} i {\displaystyle d} és

{\displaystyle P=2\cdot {\sqrt {D^{2}+d^{2}}}}

### Àrea
- L'àrea d'un rombe amb diagonals {\displaystyle D} i {\displaystyle d} és

{\displaystyle A={\frac {D\cdot d}{2}}}
- L'àrea d'un rombe de costat {\displaystyle L} i amb dos angles interiors iguals a {\displaystyle \alpha } és

{\displaystyle A=L^{2}\cdot sin(\alpha )}
- L'àrea d'un rombe de costat {\displaystyle L} i altura {\displaystyle h} és

{\displaystyle A=L\cdot h}

## Simbologia
- La majoria d'associacions són les del quadrat, ja que un rombe pot ser aquesta figura invertida.
- Antigament s'indicava amb rombes el contingut televisiu, sent el de dos rombes el no apte per a menors
- És la forma dels diamants (coll de cartes)
- A l'antic Mèxic era el símbol femení